# La vida privada de Sherlock Holmes
 La vida privada de Sherlock Holmes (títol original en anglès: The Private Life of Sherlock Holmes) és una pel·lícula britànica dirigida per Billy Wilder el 1970. Ha estat doblada al català.

## Argument
Sherlock Holmes i el doctor Watson són convidats a una vesprada dels Ballets russos, per iniciativa de la ballarina Petrova: aquesta voldria de Holmes un fill que tingues la seva intel·ligència i li ofereix a canvi un violí Stradivarius. El detectiu ho rebutja, pretextant que Watson és el seu «company». Una mica més tard, un cotxer porta al seu domicili una jove amnèsica que acaba d'escapar misteriosament a la mort i no té al damunt més que un indici, l'adreça dels dos homes. Aquesta persona, recuperant la memòria, declara dir-se Gabrielle Valladon i demana a Holmes, que accepta, que investigui sobre la desaparició del seu marit. El germà del detectiu Mycroft Holmes, un agent del Govern, el dissuadeix de continuar les seves recerques.
Holmes seguirà no obstant això les seves investigacions que el portaran a la rodalia del Llac Ness.

## Repartiment
- Robert Stephens: Sherlock Holmes
- Colin Blakely: el Doctor Watson
- Geneviève Page: Ilse von Hoffmanstal, àlias Gabrielle Valladon
- Christopher Lee: Mycroft Holmes
- Irene Handl: Sra. Hudson
- Clive Revill: Nikolai Rogozhin, El director des Ballets russos
- Tamara Toumanova: Sra. Petrova
- George Benson: l'inspector Lestrade
- Catherine Lacey: la vella senyora
- Mollie Maureen: la reina Victoria
- Peter Madden: Von Tirpitz
- Michael Elwyn: Cassidy
- Graham Armitage: Wiggins
- Stanley Holloway: Gravedigger

## Producció
El guió original de dues-centes seixanta pàgines i el pressupost inicial avaluat en deu milions de dòlars preveien un ambiciós programa de cent seixanta-cinc minuts, amb entreacte. El rodatge és qualificat per Billy Wilder al final dels anys 1990 de 
| « | molt difícil | » |

. Després de sis mesos de rodatge, el primer muntatge durava tres hores i vint minuts, unint una sèrie d'episodis lligats entre ells, amb cadascun un títol. Però davant els fracassos repetits d'algunes produccions costumistes de l'any 1969 (sobretot Hello Dolly de Gene Kelly), la United Artists va decidir de limitar l'ambició del projecte de Wilder reduint-lo a una durada més «raonable» de cent vint-i-cinc minuts. L'estructura en episodis va facilitar d'altra banda els talls, entre les quals un pròleg ensenyant l'hereu del doctor Watson que reclama la seva successió (un rastre en persisteix en els crèdits), un flaix back dels anys universitaris de Holmes explicant la seva aversió per a les dones, així com dues investigacions titulades  The Dreadful Business of the Naked Honeymooners i The Curious Case of the Upside Down Room. Fins avui, cap còpia integral d'aquesta versió no sembla haver sobreviscut. Billy Wilder conta que es tracta de l'única pel·lícula que ha abandonat: desenvolupant-se el rodatge a Londres, no hi podia tornar per refer certes escenes, havent de marxar per una altra pel·lícula (versemblantment ‘‘Avanti!’’.
Després d'una preestrena fracassada, la pel·lícula ha estat tornada a muntar pel muntador Ernest Walter i la producció. El director considera que la pel·lícula ha estat assassinada, en particular perquè el muntador i la producció tenien preferències diferents de les seves sobre les seccions a guardar o a suprimir.
Inicialment, Peter O'Toole i Peter Sellers havien estat respectivament considerats pels papers de Sherlock Holmes i del doctor Watson, però Billy Wilder va optar finalment per a un duo d'actors menys coneguts. A petició de Billy Wilder, el compositor Miklos Rosza va adaptar, per a la pel·lícula, un concert per a violí que havia creat independentment de tot projecte per al cinema.